# Næsbyhoved-Broby
Næsbyhoved-Broby är en tätort i Odense kommun i Region Syddanmark i Danmark. Tätorten har 1 537 invånare (2024). Den ligger på Fyn, cirka 6,5 kilometer nordväst om Odense.